# كورفيسار (مترو باريس)
كورفيسار (بالفرنسية: Corvisart)‏ هي محطة مترو تابعة لمترو باريس تقع في فرنسا في الدائرة الثالثة عشرة في باريس.[بحاجة لمصدر]